# Ругуджа
Ругуджа (авар. Ругъжаб) — селение в Гунибском районе Дагестана, центр сельсовета (с 1921). Расположено в 12 км к западу от селения Гуниб.
Площадь земель Муниципального Образования «Сельсовет Ругуджинский» - 8734,6 га ( 14.3 % Гунибского района )

## История
Данная территория заселена с эпохи неолита. По мнению исследователей окрестности, селения служили территорией обитания населения "Чохской стоянки". В пещере Чувал-Хвараб-Нохо (2 км от села) сохранились наскальные изображения данного периода. 
В окрестностях села расположен Хабадинский могильник (3 км к северо-западу от села) — поселение бронзового века.
В раннем средневековье на ругуджинской территории располагался город Анада (авар. Гӏанада), ныне сохранились его развалины.. 
Современное селение образовано населением двенадцати близлежащих родовых поселений в результате перехода от родовой к соседской общине.
Первое датированное здание — православная церковь (авар. Гьатӏан рукъ), построенная в 1365 г.. 
В первой половине XV в. население приобщилось к Исламу.
В XVII — начале XIX вв. Ругуджа являлся одним из центров союза общин Андалал (авар. Гӏандалал). Из ругуджинцев избирался глава союза (раис, бол бетӏер). В конце XVII — первой половине XVIII века в селе функционировало крупное медресе, где обучались выходцы со всего Дагестана, а также Поволжья и Центрального Кавказа. В 1741 г. стал одним из центров сбора аварского ополчения для отражения персидской агрессии. В 1834 г. Ругуджа вошел в состав Имамата..  В 1859 г. после окончания Кавказской войны административно входил в состав Андалальского наибства Гунибского округа Дагестанской области. В 1877 г. население приняло активное участие в Восстании. В 1919—1921 гг. являлся одним из центров сопротивления Красной армии. В советский период входил в состав Гунибского района, в 1937—1944 гг. являлся его административным центром.
На протяжении многих веков Ругуджа являлся одним из крупнейших и зажиточных аварских населенных пунктов, одним из важных экономических, ремесленных, культурных и образовательных центров. В дагестанских арабоязычных текстах часто именуется городом.

## Население
| 1869  | 1888  | 1895  | 1926  | 1939  | 1970  | 1989  |
| ----- | ----- | ----- | ----- | ----- | ----- | ----- |
| 1675  | ↗2005 | ↘1882 | ↗1940 | ↘1615 | ↗2026 | ↘1253 |
| 2002  | 2010  | 2021  |       |       |       |       |
| ↗1572 | ↗1641 | ↗2324 |       |       |       |       |

## Народные промыслы
Утеряны нар. промыслы: художеств. обработка металла и дерева, вышивка золотом, производство седел, кузнечное дело, обработка кож, резьба по камню.

## Достопримечательности
- Памятник С. Мусаеву (ск. Г. Гаджимагомедов, 1967).
- Памятник воинам, погибшим в годы ВОВ (1966).
- Пещера Чувал-Хвараб-Нохо (обнаружены наскальные изображения эпохи мезолита и неолита).
- Четырёхугольная боевая башня.
- Памятники архитектуры Х, XVII и XVIII вв.
- Анадинский средневековой замок.
- Пещеры с рисунками: в 6 км к северу от с. — Цебе-Маарда-Нохо (поздняя бронза); карстовая — в 6 км к юго-западу от с. (II тыс. до н. э.).
- Средневековое поселение (в 1 км к югу от с.).
- Могильники (близ с.).